# Джим Хенсън
Джим Хенсън (на английски: James „Jim“ Henson) (24 септември 1936 – 16 май 1990) е американски кукловод, режисьор, сценарист, продуцент, актьор и музикант, създател на „Мъпетите“ и компанията „Джим Хенсън Къмпани“. Носител е на две награди на БАФТА, три награди „Грами“ и десет награди „Еми“, номиниран е за две награди „Хюго“. От 1991 г. има звезда на Холивудската алея на славата.
Като кукловод Джим Хенсън участва в телевизионните програми „Улица Сезам“ и „Мъпет Шоу“.